# Архиепархия Давао
Архиепархия Давао (лат. Archidioecesis Davaensis) — епархия Римско-Католической церкви с центром в городе Давао, Филиппины. В митрополию Давао входят епархии Дигоса, Мати и Тагума. Кафедральным собором apxиепархии Давао является церковь святого Петра.

## История
17 декабря 1949 года Римский папа Пий XII выпустил буллу Satius haud dubie, которой учредил территориальную прелатуру Давао, выделив её из епархии Замбоанга. В этот же день территориальная прелатура Давао вошла в митрополию Себу.
29 июня 1951 года территориальная прелатура Давао вошла в митрополию Кагаян-де-Оро.
1 июля 1966 года Римский папа Павел VI выпустил буллу Catholicas res magna, которой возвёл территориальную прелатуру Давао в ранг епархии.
29 июня 1970 года Римский папа Павел VI выпустил буллу Sanctae Ecclesiae utilitatibus, которой возвёл епархия Давао в ранг архиепархии.
5 ноября 1979 года apxиепархия Давао передала часть своей территории для возведения новой епархии Дигоса.

## Ординарии епархии
- епископ Clovis Joseph Thibauld (1954—1970);
- архиепископ Clovis Joseph Thibauld (1970—1972);
- архиепископ Antonio Lloren Mabutas (1972—1996);
- архиепископ Фернандо Роблес Капалья (1996 — 11.02.2012);
- архиепископ Romulo Geolina Valles (11.02.2012 — по настоящее время).

## Источник
- Annuario Pontificio, Libreria Editrice Vaticana, Città del Vaticano, 2003, ISBN 88-209-7422-3
- Булла Satius haud dubie Архивная копия от 27 марта 2010 на Wayback Machine, AAS 42 (1950), стр. 373  (лат.)
- Булла Catholicas res magna Архивная копия от 28 декабря 2011 на Wayback Machine  (лат.)
- Булла Sanctae Ecclesiae utilitatibus Архивная копия от 3 февраля 2014 на Wayback Machine  (лат.)